# モスクワ (小惑星)
モスクワ (787 Moskva) は小惑星帯の小惑星である。クリミア半島にあるシメイズ天文台で、ロシアの天文学者グリゴリー・ネウイミンが発見した。かつてのソビエト連邦、現在のロシアの首都であるモスクワに因んで命名された。
なお、1934年3月19日にシリル・ジャクソンがこの小惑星を再発見したが、新しい小惑星と見なされて仮符号 1934 FD を与えられ、小惑星番号 1317 として登録された。しかし、1938年にネウイミンが小惑星1317番とモスクワが同一の物である事を発見したため、小惑星番号1317はカール・ラインムートが1935年に発見した別の小惑星シルヴレッタに付け直された。